# Vitis labrusca
Vitis labrusca L., 1753 è una pianta arbustiva rampicante della famiglia Vitaceae, appartenente al raggruppamento delle "viti americane", che comprende Parthenocissus quinquefolia, Vitis berlandieri, Vitis rupestris, Vitis riparia. Originaria dell'est degli USA, dove è diffusa dalla costa atlantica fino alle Grandi Pianure, questa vite è stata introdotta in Europa da antica data, la specie botanica ed i suoi ibridi sono conosciute con vari nomi.
Tra queste la più nota è l'uva "Isabella" (detta anche "Fragola"), che ha preceduto di molto l'importazione della Fillossera importata in seguito con altre specie di viti americane. Le prime notizie risalgono agli inizi del XIX secolo. 
L'esatta identificazione botanica dei tipi della V. labrusca, come la Isabella, sono incerte, in particolare la Isabella si ipotizza che sia in realtà una ibridazione fra la V. labrusca e la Vitis vinifera.
L'uva Isabella ha proprietà organolettiche del tutto particolari che possono non essere apprezzate dal consumatore europeo a causa del suo gusto di "selvatico". La specie è stata tuttavia interessata marginalmente dalla coltivazione per la vinificazione, la commercializzazione dei fermentati di tale uva (definendoli "vino") è comunque vietata. Infatti in osservanza delle leggi italiane e delle norme europee la definizione "vino" è applicabile solo con fermentati della Vitis vinifera (vite europea).
Tra gli ibridi interspecifici, tra Vitis labrusca e vinifera si considera la Kyoho, che è il vitigno più coltivato al mondo per superficie.
Contrariamente alle altre viti americane, la V. labrusca e i suoi ibridi non sono molto resistenti alla Fillossera, sono invece molto resistenti alle altre malattie, soprattutto alla Peronospora ed all'Oidio.

## Origine del termine
Il termine Labrusca deriva dal latino a significare "selvatico".
In Italia esistono diverse varietà della vite europea (varietà della Vitis vinifera) a nome Lambrusco, che producono altrettanti noti vini di eguale nome. Tali varietà già note agli antichi romani, selezionate ed ingentilite nei secoli soprattutto in Italia settentrionale, non hanno nulla in comune con la Vitis labrusca.